# 日野拒绝伴奏君之代诉讼
日野拒绝伴奏君之代诉讼（日语：／ Hino kimigayo bansōkyohi sosyō）是一起围绕《日本国宪法》第19条的诉讼。本案中，原为东京都日野市一家市立小学音乐教师的X（原告、上诉人、上告人），因拒绝在开学典礼的齐唱国歌仪式中以鋼琴为《君之代》（君が代）伴奏，而受到了東京都教育委員會的警告处分。原告以校长要求伴奏的命令违反了规定「思想及良心的自由」的《日本国宪法》第19条为由，请求最高裁判所撤销上述处分。
经审理，最高裁判所裁定，本案所涉及的职务命令不违反上述宪法条文，从而驳回了X的诉讼请求。由于此前在日本已出现过多次音乐教师拒绝在学校仪式上以钢琴伴奏《君之代》的事件，因此本案成為初次作出判决的最高裁判所判决，对日本司法和政治具有重大意义。这一案件也受到了日本国内各大媒体的关注：判决下达後，主要媒体都发表了社论。

## 案件概要

### 案件背景
第二次世界大战中，在日本军国主义的引领下，日本对亚洲尤其是东亚及东南亚各国犯下了侵略罪行，对各国人民造成了极其沉重的傷害。同时，日本的国旗「日之丸」（日の丸，俗称「太阳旗」）以及歌颂日本天皇的国歌《君之代》，成为了日本军国主义的两个主要的象征符号。1945年，日本接受《波茨坦宣言》无条件投降后，并没有废止上述国歌国旗的使用。但是，随着日本民主化以及「和平宪法」的推行，日本民众对于本国的侵略历史逐渐有了新的认识；其中左倾的日本共产党等團體更是主張废除天皇，并一直将《君之代》和「日之丸」作为军国主义的残骸加以抵制和批判。战后50多年来，是否重新立法确立「日之丸」、《君之代》的国旗、国歌地位，在日本国内争议很大。1999年（平成11年）8月，日本国会才通过《国旗及国歌相关法律》（簡稱《國旗國歌法》），将「日之丸」和《君之代》分别定为日本的国旗和国歌。
在日本的学校教师中，多次出现具有左派思想的教师拒绝在日之丸升旗仪式时起立，或者拒绝齐唱国歌的事件。对于这一系列事件，各级法院多次作出判决，但本案是首个被提到日本最高法院层次的案件。

### 相关法令
以下所列法令，均为在本案入学典礼时有效的法律规定。
日本《学校教育法》第18条2号规定，小学教育的目标之一是「关于乡土和国家的现状及传统，引导学生进行正确的理解，进而培养国际合作的精神。」根据该法与其实施细则而制定的日本《小学学习指导要领》第4章第3-3规定：入学典礼或毕业典礼上，根据其性质，除了悬挂国旗外，还要齐唱国歌。

### 本案经过
原告X是日野市立公立小学的音乐专职教师。1999年举行的学校入学典礼上，校长命令X在唱国歌仪式中提供钢琴伴奏，但X表示不能按指令行事。此后，在同年4月6日举行的入学典礼上，主持人宣布「齐唱国歌」之后，X仍坐在钢琴前毫无反应。校长在等待了10秒左右後，判断X将不会开始伴奏，于是指示使用事先准备好的《君之代》的录音带进行伴奏。
此后，东京都教育委员会以X违反相关法令、遵从上级指令的义务以及禁止出格行为的日本《地方公务员法》第32条及第33条为由，给予其警告处分。对此，X以校长的职务命令违反宪法第19条为由，请求法院判决撤销上述处分。

### 下级各法院的判决
本案第1审的东京地方裁判所与2审的东京高等裁判所均认为本案中的处分合法，驳回了X的请求。关于宪法第19条，东京高裁认为「在法律规定要求某人教授某种知识的时候，负责公共教育的公务员不能以其违背个人思想或良心为由而拒绝提供教育。从这种意义上，对于实现公共利益必要的行为，即使限制了公务员个人思想和良心的自由，也是不得不忍受的。尽管公务员被强制接受这种限制，但仍不能说这违背了宪法第19条的精神」，不支持X的主张。对此判决，X表示不服，最终向最高裁提起了上诉。

## 判决要点
驳回上诉。
判决书的多数意见认为，X基于自身的历史观和世界观以及由此形成的生活信念，对于《君之代》在过去的日本发挥的作用形成了自己的思想观念，这点应得到认同。
但是，多数意见从以下3点出发，认为本案中的职务命令没有违反日本国宪法第19条，从而驳回了X的上诉。
1. 一般来说，X的思想良心与在入学典礼上拒绝伴奏这一行为并不是密不可分的。
2. 在入学典礼齐唱国歌的时候用钢琴伴奏《君之代》这一行为本身，并不能被视为X本人将其特有的思想向外部表达。
3. X作为公立小学的教师，应该遵守法令和职务上的命令。而该校校长在学校的活动中向其做出上述指令，可以被视为是根据法令而做出的正当指示。

此外，本案的判决书同时记载了藤田宙靖法官的反对意见和那須弘平法官的补充意见。

## 相關条目
- 日本国宪法第19条

## 脚注
1. ↑  最高裁判所判决书全文 的存檔，存档日期2008-01-12.
2. ↑  日本各大主要报纸对本案判决的评论摘要 Archive.today的存檔，存档日期2012-07-12
3. ↑  X的思想良心是：《君之代》与日本曾对亚洲犯下的侵略罪行相关，因此不能公然歌唱或伴奏这首歌曲。在没有对儿童正确说明《君之代》与侵略行为的关系之前，不能简单地让学生歌唱这首歌曲，否则就是对学生思想和良心自由的严重侵犯。
4. ↑  《东京新闻》转载：君之代伴奏诉讼判决书的补充意见和反对意见 Archive.today的存檔，存档日期2007-06-24